# Comune di Skjern
Il comune di Skjern fino al 1º gennaio 2007 è stato un comune danese situato nella contea di Ringkjøbing; aveva una popolazione di 13 107 abitanti (2005) e una superficie di 327 km². Capoluogo era la cittadina omonima.
Dal 1º gennaio 2007, con l'entrata in vigore della riforma amministrativa, il comune è stato soppresso e accorpato ai comuni di Egvad, Holmsland, Ringkøbing e Videbæk per dare luogo al neo-costituito comune di Ringkøbing-Skjern compreso nella regione dello Jutland Centrale (in danese Midtjylland).